# Le Roi Scorpion
Pour les articles homonymes, voir Scorpion (homonymie).
Pour les rois, voir Roi Scorpion.
Série Le Roi Scorpion
Le Roi Scorpion 2 : Guerrier de légende
(2008)
Pour plus de détails, voir Fiche technique et Distribution.
Le Roi Scorpion (titre original : The Scorpion King) est un film fantastique américano-germano-belge réalisé par Chuck Russell et sorti en 2002. Il retrace l'histoire du Roi Scorpion rencontré dans Le Retour de la momie, et est donc une préquelle du film avec Brendan Fraser et Rachel Weisz.

## Synopsis
Il y a 5 000 ans, des tribus libres d'Égypte ont résisté contre les armées d'un tyran sanguinaire et invincible, l'impitoyable Memnon, conseillé par Cassandre, une prophétesse aux prémonitions infaillibles. Les chefs des tribus font appel au guerrier akkadien Mathayus pour tuer "le Prophète" et rendre Memnon vulnérable.
Trahi par le fils du chef de la Résistance, Mathayus est capturé après avoir découvert que le Prophète de Memnon est une femme ! Cassandre. Un de ses frères est tué, et l'autre est achevé personnellement par Memnon. Mathayus réussit à échapper à la mort et se rend à Gomorr, la cité de Memnon pour se venger.
Mathayus devait au début tuer Cassandre mais il décida de la garder en vie pour avoir une monnaie d'échange contre Memnon et ainsi pouvoir le tuer pour venger la mort de son frère. À la suite d'une bataille contre les troupes de Memnon, il est empoisonné par une flèche enduite de venin de scorpion, Cassandre le sauve.
Il arrive ensuite dans le camp des rebelles réfugiés où le chef l'attaque en duel en le traitant de traitre puisqu'il n'a pas tué la sorcière comme prévu ; au contraire, Mathayus et Cassandre tombent amoureux et passent la nuit ensemble. La sorcière décide de rentrer au palais pour protéger les rebelles. Mathayus et les rebelles partent pour vaincre Memnon. Se met alors en place un duel acharné avec Cassandre qui sauve la vie de Mathayus puis ce dernier sauve celle de Cassandre. Et après avoir anéanti Memnon, Mathayus devient un roi connu sous le nom de « Roi Scorpion ».

## Fiche technique
Sauf indication contraire, les informations mentionnées dans cette section peuvent être confirmées par la base de données cinématographiques IMDb,  présente dans la section « Liens externes ».
- Titre original : The Scorpion King
- Titre français et québécois : Le Roi Scorpion
- Réalisation : Chuck Russell
- Scénario :  Stephen Sommers, Jonathan Hales et William Osborne, d'après une histoire de Stephen Sommers et Jonathan Hales
- Musique : John Debney
- Direction artistique : Doug J. Meerdink et Greg Papalia
- Décors : Ed Verreaux et Kate Sullivan
- Costumes : John Bloomfield
- Photographie : John R. Leonetti et Hiro Narita (seconde équipe)
- Son : Gregg Landaker, Steve Maslow
- Montage : Michael Tronick et Greg Parsons
- Production : Sean Daniel, James Jacks, Stephen Sommers et Kevin Misher

Coproduction : Richard Luke Rothschild
Production associée : Josh McLaglen  et Michael Tronick
Production déléguée : Vince McMahon
- Société de production :
  - États-Unis : World Wrestling Entertainment (WWE) et Alphaville Films, avec la participation de Universal Pictures
  - Allemagne : Kalima Productions GmbH & Co. KG
  - Royaume-Uni : BT Film[1] (non crédité)
- Société de distribution :
  - États-Unis, Canada : Universal Pictures
  - Allemagne : United International Pictures (UIP)
  - France : United International Pictures (UIP)[2],[3].
- Budget : 60 millions de $[4]
- Pays d'origine : États-Unis, Allemagne et Belgique
- Langue : anglais
- Format[5] : couleur - 35 mm - 2,39:1 (Cinémascope) - son DTS | Dolby Digital | SDDS | DTS: X
- Genre : Action, aventure et fantasy
- Durée : 92 minutes / 100 minutes (version longue)[5]
- Dates de sortie[6] :
  - Pays-Bas : 15 avril 2002 (Festival du film fantastique d'Amsterdam)
  - États-Unis, Canada : 19 avril 2002
  - Allemagne : 25 avril 2002
  - France : 30 avril 2002
  - Belgique : 1er mai 2002
- Classification[7] :
  -  États-Unis : Accord parental recommandé, film déconseillé aux moins de 13 ans (PG-13 - Parents Strongly Cautioned)[Note 1].
  -  Allemagne : Interdit aux moins de 16 ans (FSK 16).
  -  Allemagne : Interdit aux moins de 12 ans (FSK 12) (sortie en salle censurée).
  -  France : Tous publics (visa d'exploitation no 105337 délivré le 29 avril 2002)[8].

## Distribution

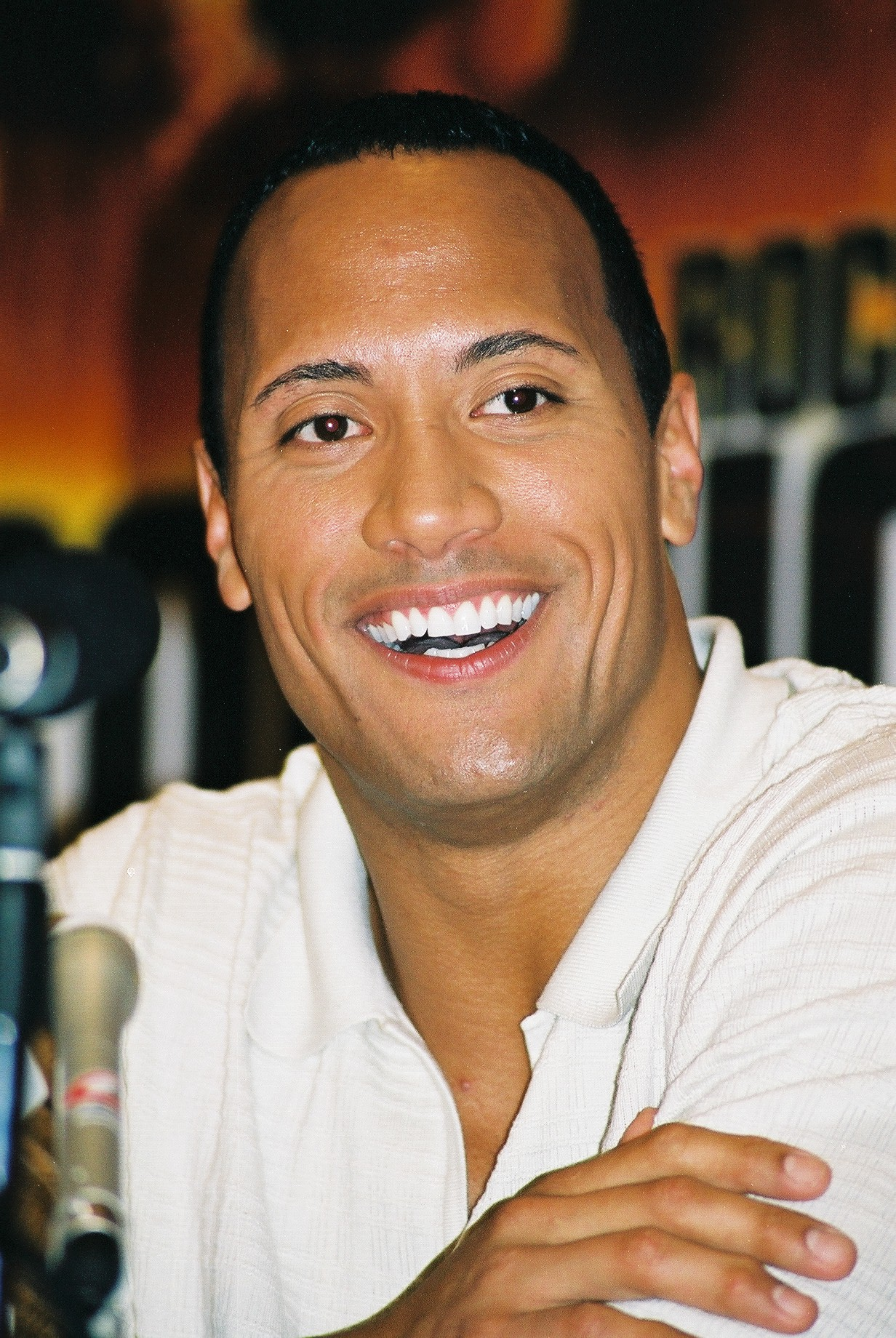
L'acteur principal Dwayne Johnson, pour la promotion du film au Singapour en 2002.

- Dwayne Johnson (VF : Gérard Darier) : Mathayus
- Kelly Hu (VF : Virginie Méry) : Cassandre
- Bernard Hill (VF : Jean Négroni) : Philos
- Grant Heslov (VF : Emmanuel Karsen) : Arpid
- Peter Facinelli (VF : David Krüger) : Takmet
- Steven Brand (VF : Marc Saez) : Memnon
- Michael Clarke Duncan (VF : Saïd Amadis) : Balthazar
- Branscombe Richmond (VF : Hervé Bellon) : Jesup
- K. D. Aubert : Harlot
- Sherri Howard : La reine Isis
- Conrad Roberts (en) : Chieftain
- Scott L. Schwartz : Le tortionnaire 1
- Roger Rees : Le roi Pheron
- Ralf Moeller (VF : Philippe Catoire) : Thorak
- Tyler Mane (VF : Philippe Vincent) : Chef des barbares (non crédité)
- Joseph Ruskin : Chef de tribu
- Esteban Cueto : 3e Akkadian Rama
- Nils Allen Stewart : Le tortionnaire 2

## Production

### Lieux de tournage
Sauf indication contraire ou complémentaire, les informations mentionnées dans cette section proviennent du générique de fin de l'œuvre audiovisuelle présentée ici.
Le film a été tourné en Californie.

## Bande originale
Sauf indication contraire, les informations mentionnées dans cette section peuvent être confirmées par le générique de fin de l'œuvre audiovisuelle présentée ici, ainsi que par la base de données cinématographiques IMDb,  présente dans la section « Liens externes ».
- Marching-in par The Taiko Drummers.
- I Stand Alone (en) par Godsmack de 2002, durée : 4 min 5 s.
- Along the Way par Mushroomhead, durée : 3 min 17 s.

Musiques non mentionnées dans le générique
- Set It Off par POD, durée : 4 min 10 s.
- Break You par Drowning Pool, durée : 2 min 48 s.
- Streamline par System of a Down, durée : 3 min 36 s.
- To Whom It May Concern par Creed, durée : 5 min 9 s.
- Yanking Out My Heart par Nickelback de 2002, durée : 3 min 35 s.
- Losing My Grip par Hoobastank, durée : 3 min 55 s.
- Only the Strong par Flaw (en), durée : 4 min 17 s.
- Iron Head par Rob Zombie, durée : 4 min 10 s.
- My Life par 12 Stones, durée : 3 min 3 s.
- Breathless par Lifer, durée : 4 min 39 s.
- Corrected par Sevendust, durée : 4 min 31 s.
- Burn It Black par Injected (en) de 2002, durée : 2 min 42 s.
- 27 par Breaking Point (en), durée : 3 min 38 s.
- Glow par Coal Chamber, durée : 3 min 6 s.

## Accueil

### Accueil critique
Le Roi Scorpion reçoit des critiques mitigées. Sur le site Rotten Tomatoes, 40 % des 136 critiques sont favorables. Metacritic lui donne une note de 45⁄100 en se basant sur 30 critiques.
En France, le site Allociné propose une note moyenne de 2,6⁄5 à partir de l'interprétation de critiques provenant de 13 titres de presse.
Les spectateurs interrogés par CinemaScore ont attribué au film une note de "B", sur une échelle de A à F.

### Box-office
Le film a récolté 12 millions $ durant le premier jour d'exploitation et 36 millions $ durant la fin de semaine[Où ?]. Le film a pu récolter 91 047 077 $ aux États-Unis et un total de 167 164 779 $ dans le monde entier.
| Pays ou région    | Box-office      | Date d'arrêt du box-office | Nombre de semaines |
| ----------------- | --------------- | -------------------------- | ------------------ |
| États-Unis Canada | 91 047 077 $    | -                          | -                  |
| France            | 495 900 entrées | -                          | -                  |
| Total mondial     | 167 164 779 $   | -                          | -                  |

## Distinctions
Entre 2001 et 2003, Le Roi Scorpion a été sélectionné 5 fois dans diverses catégories et a remporté 2 récompenses.

### Récompenses
- Prix Signature Californie 2001 (California on Location Awards).
- Société Américaine des Compositeurs, Auteurs et Éditeurs de Musique 2003 :
  - Prix ASCAP des meilleurs films au box-office décerné à John Debney

### Nominations
- Prix du jeune public 2002 : meilleur acteur dans un film dramatique / action / aventure pour Dwayne Johnson.
- Prix du choix des enfants 2003 : coup de pied masculin préféré pour Dwayne Johnson.
- Saturn Awards - Académie des films de science-fiction, fantastique et d'horreur 2003 : meilleur film fantastique.

## Autour du film

### Anachronismes
Il a, semble-t-il, bien existé un roi nommé Scorpion vers 3200 avant J-C, soit six siècles avant l'Ancien Empire. Or, l'Égypte de l'Ancien Empire ignorait le cheval, le chameau, la roue, le fer et le seul vêtement consistait en un pagne, même pour le Pharaon.

### Suites
- Le Roi Scorpion 2 : Guerrier de légende en 2008.
- Le Roi Scorpion 3 : L'Œil des dieux en 2011.
- Le Roi Scorpion 4 : La Quête du pouvoir en 2015.
- Le Roi Scorpion : Le Livre des âmes en 2018.